# The Show (program muzyczny)
The Show (Hangul: 더 쇼) – południowokoreański program muzyczny emitowany na SBS MTV.
Jest nadawany na żywo w każdy wtorek o 18:00 (czasu koreańskiego KST), ze studia SBS Prism Tower znajdującego się w Sangam-dong, w Seulu. Od stycznia 2019 roku The Show jest transmitowany na żywo do 18 krajów za pośrednictwem MTV Asia.

## System
Ranking The Show został wprowadzony na początku czwartego sezonu, od 28 października 2014 roku, i nazwany The Show Choice. Co tydzień spośród występujących artystów wybieranych zostaje trzech nominowanych, a zwycięzca The Show Choice jest wybierany na podstawie kryteriów:
- Wcześniej obliczony wynik: 85% (40% – sprzedaż cyfrowa, 20% – teledyski, 15% – broadcast points, 10% – album).
- Głosowanie na żywo za pomocą wiadomości tekstowych: 15%.

## Oficjalni prowadzący
Sezon 1
- Luna, Hyoseong (15 kwietnia – 30 września 2011)
- Himchan, Hyeri (7 października – 16 grudnia 2011)

Sezon 2
- Lee Min-hyuk, Yook Sung-jae (23 marca – 19 października 2012)[5]
- Zico, P.O (26 października – 21 grudnia 2012)[6]

Sezon 3
- Gyuri, Seungyeon (8 października 2013 – 27 maja 2014)
- Jiyeon, Hyeri, Jung Wook (3 czerwca – 21 października 2014)

Sezon 4
- Hyeri (28 października 2014 – January 20, 2015)
- Lee Hong-bin (3 marca 2015 – 13 października 2015)
- Jiyeon, Zhou Mi (28 października 2014 – 8 grudnia 2015)

Sezon 5
- Zhou Mi (26 stycznia – 2 sierpnia 2016)
- Yerin (26 stycznia – 6 września 2016)

Sezon 6
- Jeon So-mi, Wooshin (11 października 2016 – 25 kwietnia 2017)[7]
- P.O, Jeonghwa, Yeonwoo (16 maja – 29 sierpnia 2017)[8]
- Youngjae, JooE, Hohyeon (17 października 2017 – 8 maja 2018)[9]
- Yeeun, Jeno, Jin Longguo (od 22 maja 2018)[10]